# Úkryt
Úkryt (v anglickém originále Panic Room) je americký dramatický film z roku 2002. Režisérem filmu je David Fincher. Hlavní role ve filmu ztvárnili Jodie Foster, Kristen Stewart, Forest Whitaker, Dwight Yoakam a Jared Leto.

## Obsazení
| Jodie Foster    | Meg Altman             |
| Kristen Stewart | Sarah                  |
| Forest Whitaker | Burnham                |
| Dwight Yoakam   | Raoul                  |
| Jared Leto      | Junior                 |
| Patrick Bauchau | Stephen Altman         |
| Ann Magnuson    | Lydia Lynch            |
| Ian Buchanan    | Evan Kurlander         |
| Nicole Kidman   | přítelkyně na telefonu |